# Pouwhenua
Die Pouwhenua ist eine Keule aus Neuseeland.

## Beschreibung
Die Pouwhenua hat einen geraden, hölzernen Schaft. Der obere Schlagkopf ist einem Paddel ähnlich geformt und an den Rändern scharf ausgeschliffen. Am gegenüberliegenden Ende ist eine Spitze ausgearbeitet, die als Stichwaffe dient. Am Übergang von der Spitze zum Schaft sind Rillen ausgeschnitzt. Der Schaft wird von der Spitze zum Schlagkopf breiter. Sie ist fast baugleich mit der Taiaha (oder Hani). Die Pouwhenua ist im Gegensatz zur Taiaha immer an einem Ende angespitzt. Die Taiaha hat stattdessen am Ende ein ausgeschnitztes, gesichtsähnliches Endstück. Die Pouhwenua wird vom Volk der Māori aus Neuseeland benutzt.